# Gilbert Elliot-Murray-Kynynmound, I conte di Minto
Gilbert Elliot-Murray-Kynynmound, I conte di Minto (Edimburgo, 23 aprile 1751 – Stevenage, 21 giugno 1814), è stato un politico, diplomatico e nobile britannico.
Deputato whig dal 1776, dopo l'assedio di Tolone del 1793 fece evacuare molti monarchici francesi in Italia e si trasferì egli stesso a Firenze.
Viceré del Regno Anglo-Corso dal 17 giugno 1794 al 19 ottobre 1796 quando l'isola venne definitivamente occupata dai francesi, fu ambasciatore a Vienna dal 1799 al 1801 e governatore generale dell'India dal 1807 al 1813.

## Biografia

### Infanzia ed educazione
Gilbert nacque ad Edimburgo, figlio primogenito di Gilbert Elliot, III baronetto, di Minto, e di sua moglie Agnes, figlia di Hugh Dalrymple-Murray-Kynynmound. Era nipote di John Elliott, governatore di Terranova, di Andrew Elliot, 41º governatore coloniale di New York, e di Jean Elliot, poeta.
Hugh Elliot era suo fratello minore, mentre Sir Charles Elliot sarà suo nipote. Nel 1763 circa, Elliot si portò con suo fratello Hugh a Parigi, dove studiò sotto la supervisione del filosofo scozzese David Hume, divenendo altresì intimo amico di Honoré Mirabeau. Trascorsi gli anni 1766 e 1767 all'Università di Edimburgo, Elliot entrò nel Christ Church, Oxford.

### Carriera politica

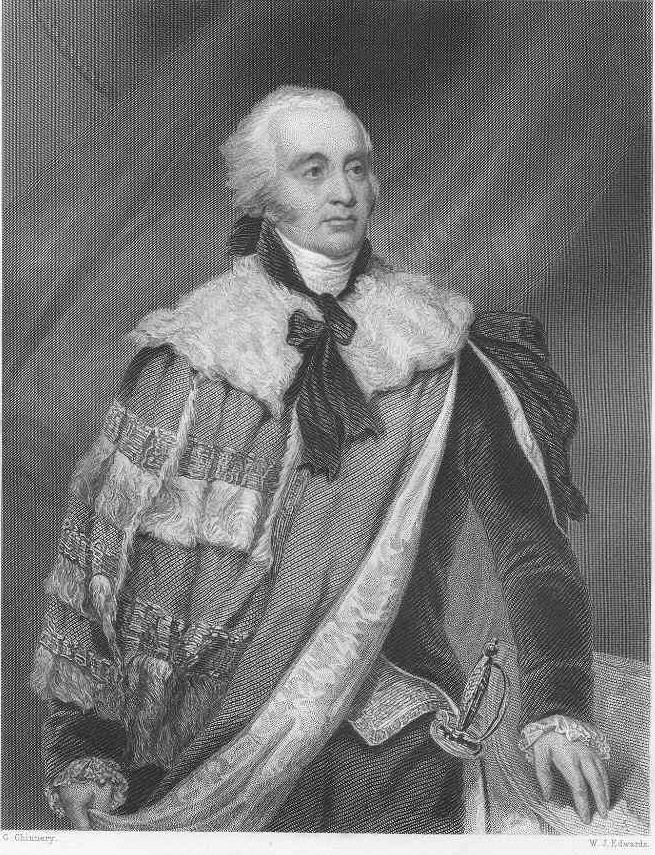
Lord Minto nelle vesti di Governatore generale dell'India britannica

Nel 1776 Gilbert entrò nel parlamento nelle file dei Whig per la circoscrizione elettorale di Morpeth. Divenne molto amico con Edmund Burke che sostenne nell'attacco a Warren Hastings ed a Sir Elijah Impey; per due volte fu candidato all'incarico di Speaker della camera dei comuni nelle elezioni del gennaio e del giugno del 1789, ma senza successo.
Nel 1793 venne nominato commissario civile per Dunkirk (Dunkerque) che all'epoca si trovava sotto assedio da parte delle forze della prima coalizione antifrancese. Ad ogni modo, l'assedio non ebbe fortuna e la sua nomina rimase solo sulla carta. Ebbe una nomina simile per Tolone, la quale rimase in egual modo senza effetti.
Divenne membro del Consiglio Privato nel 1793 e nel 1794 venne nominato viceré del Regno Anglo-Corso. Nel 1797 assunse i cognomi materni di Murray e Kynynmound e venne creato "barone Minto", di Minto, nella contea di Roxburgh. Dal 1799 al 1801 fu ambasciatore straordinario presso il Sacro Romano Impero, divenendo poi per alcuni mesi presidente della Board of Control ed infine governatore generale dell'India alla fine del 1806, lasciando l'incarico il 31 luglio 1807. Il distretto di Minto, nel Nuovo Galles del Sud, in Australia (attuale sobborgo di Sydney) venne così chiamato in suo onore nel 1809. Nel 1810 riuscì ad ottenere la liberazione del navigatore britannico Matthew Flinders dopo sei anni di prigionia alle Mauritius. Governò sino al 1813, periodo durante il quale curò l'espansione coloniale britannica nelle Molucche, a Giava ed in altri possedimenti olandesi nelle Indie orientali durante le guerre napoleoniche.

### Ultimi anni e morte
Venne quindi creato "visconte Melgund", di Melgund, nella contea di Forfar, e "conte di Minto", di Minto, nella contea di Roxburgh.
Lord Minto morì a Stevenage, nell'Hertfordshire, il 21 giugno 1814, all'età di 63 anni e venne sepolto nell'abbazia di Westminster, assieme al fratello Hugh. Venne succeduto nei suoi titoli dal figlio primogenito, Gilbert.

## Matrimonio e figli
Minto sposò Anna Maria Amyand (26 marzo 1752 – 8 marzo 1829), figlia di George Amyand, I baronetto e sorella di lord Malmesbury, nel 1777. La coppia ebbe insieme i seguenti figli:
- Anna Maria (m. 18 ottobre 1855), sposò il tenente generale sir Rufane Shawe Donkin. Non ebbe eredi.
- Harry Mary Frances (m. luglio 1825). Morto giovane.
- Gilbert, II conte di Minto
- Ammiraglio Sir George Elliot
- John Elliot (1788 - 1862), politico.
- Catherine Sarah (c.1798-25 giugno 1862), sposò John Boileau, I baronetto.